# Tachychlora explicata
Tachychlora explicata es un género de polillas coloridas en la familia Geometridae. Fue erigido por el entomólogo británico Louis Beethoven Prout en 1932, con distribución en Brasil. El holotipo de la especie fue descrita en el sector Taperinha, a poca distancia de Santarén.